# فيليب مارتينز
فيليب مارتينز (مواليد 29 مايو 1978) هو مدرب كرة قدم برتغالي ولاعب سابق، يدرب حالياً نادي أتلتيكو كاسا بيا.

## وصلات خارجية
- فيليب مارتينز على موقع قاعدة بيانات كرة القدم.إي يو (الإنجليزية)
- فيليب مارتينز على موقع عالم كرة القدم.نت (الإنجليزية)